# Tijdschrift voor Mediterrane Archeologie
Het Tijdschrift voor Mediterrane Archeologie (TMA) is een onafhankelijk wetenschappelijk tijdschrift gewijd aan de archeologie van de culturen van het Middellandse Zeegebied. Dit komt in grote lijnen overeen met Klassieke archeologie. In het blad, dat een gevarieerd lezerspubliek bedient, worden nieuwe resultaten van archeologisch onderzoek gepresenteerd, evenals kritische besprekingen van tentoonstellingen en pasverschenen vakliteratuur. Het TMA is het enige wetenschappelijke tijdschrift voor de Klassieke archeologie dat vrijwel volledig in het Nederlands is gesteld. Met het oog op de internationale lezer bevat iedere editie Engelstalige samenvattingen van de artikelen. Inhoudelijke berichten van lezers naar aanleiding van de in TMA verschenen geschriften kunnen in het blad worden afgedrukt, al gebeurt dit zelden. Sinds 2014 wordt het tijdschrift in kleur afgedrukt. De eerste editie van TMA verscheen in 1988. Gewoonlijk verschijnt het blad tweemaal per jaar. Samenvattingen (in het Engels) van de artikelen van eerdere jaargangen zijn te vinden op de officiële website van het blad. Tevens is het gehele archief online te raadplegen, ook voor niet-abonnees. TMA staat bekend om de onconventionele vormgeving van het omslag, dat per jaargang verschilt.